# Thyles Rupes
La Thyles Rupes è una struttura geologica della superficie di Marte.